# Władysław Nowca

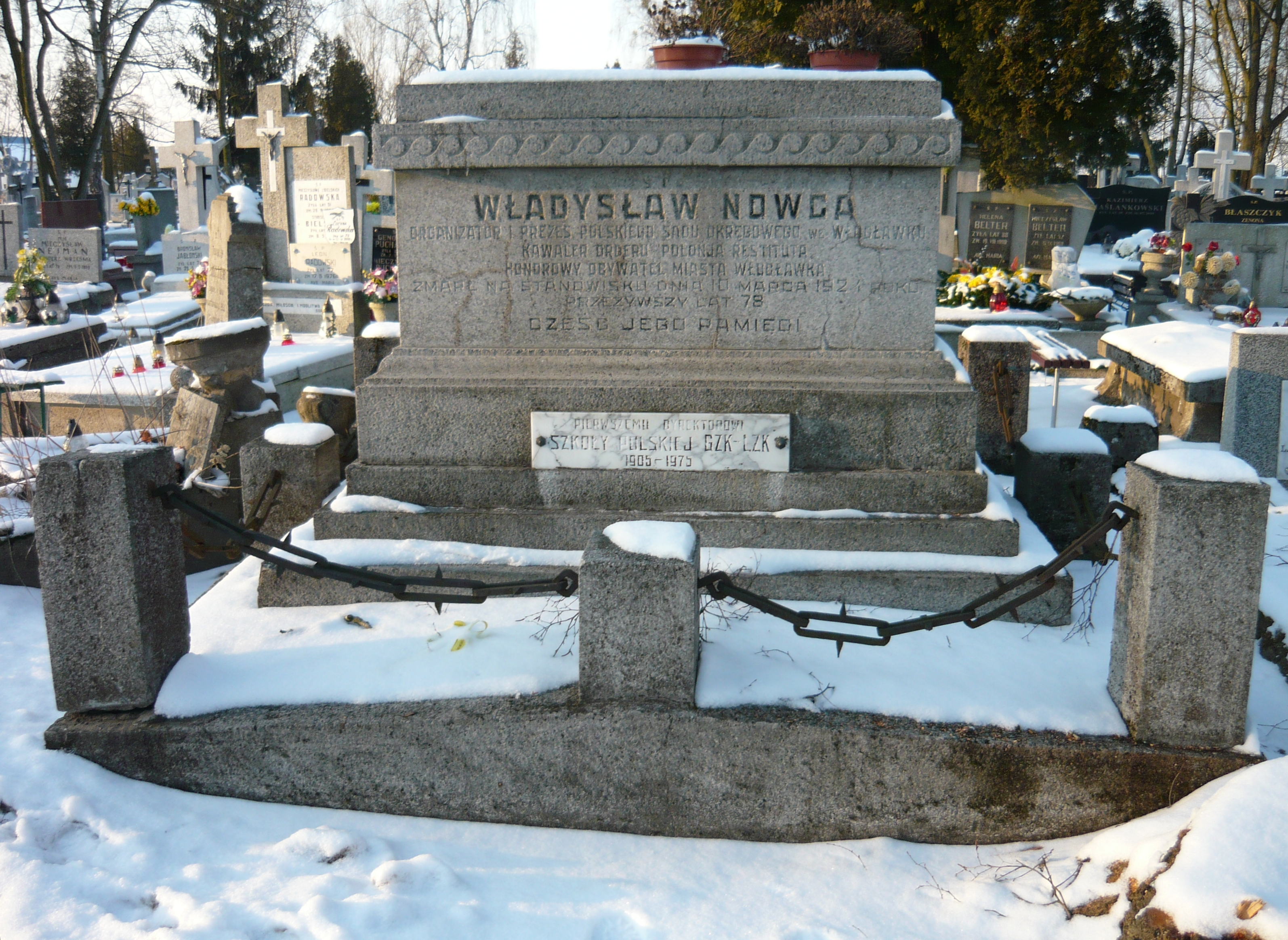
Grób Władysława Nowcy

Władysław Jan Nepomucen Nowca(ur. 16 maja 1846 w Warszawie, zm. 10 marca 1924 we Włocławku) – notariusz, działacz społeczny, dyrektor szkoły.

## Życiorys
Władysław Nowca był synem Stanisława i Teofili z Paszkiewiczów.
W roku 1863 ukończył I Gimnazjum w Warszawie. W latach 1864–1868 studiował historię w Szkole Głównej w Warszawie. Zdobył również wykształcenie prawnicze na Cesarskim Uniwersytecie Warszawskim. Uniwersytet ukończył w 1871 ze stopniem kandydata praw. Wychowany został w świetnej tradycji Szkoły Głównej – kolega Sienkiewicza, Prusa i Antoniego Osuchowskiego, uważany był za człowieka szerokiego umysłu i gruntownej wiedzy. 
Władysław Nowca po odbyciu aplikacji praktykował jako adwokat w Warszawie, a od 1882 jako notariusz w Dobrzyniu nad Wisłą i od 1883 r. we Włocławku. Był zarazem cenionym działaczem społecznym i patriotą. Był zaangażowany w prace różnych organizacji i stowarzyszeń, w których władzach często zasiadał. Między innymi był przez dłuższy czas prezesem Włocławskiego Towarzystwa Wioślarskiego oraz Ochotniczej Straży Pożarnej. W latach 80 XIX wieku zasiadał w redakcji oraz był jednym z autorów haseł do jednej z największych polskich encyklopedii - Encyklopedii Orgelbranda. 
Kiedy strajk szkolny 1905 r. zakończył się w dawnym Królestwie Polskim zwycięstwem młodzieży, władze carskie wyraziły ostatecznie zgodę na uruchomienie szkół z językiem wykładowym polskim. Społeczeństwo Włocławka i okoliczne ziemiaństwo nie szczędziło wówczas zabiegów i środków finansowych, aby szkołę polską jak najrychlej uruchomić. Już w listopadzie 1905 r. polska szkoła rozpoczęła działalność w budynku przy ul. Szkolnej. Organizatorom zależało bardziej na tym, by kierownictwo nowej szkoły i personel pedagogiczny składały się z osób o wysokim poziomie wykształcenia, umiejętnościach pedagogicznych i głębokim patriotyzmie. Dyrektorem został Władysław Nowca. Choć stanowisko to zajmował dość krótko, to jednak na trwałe wszedł do annałów szkoły. Był pierwszym dyrektorem polskim po słynnych wydarzeniach związanych z rewolucją 1905 r.
Dzięki zasługom, posiadanej wiedzy, doświadczeniu, popularności w środowisku włocławskim Nowca wysunięty został przez wyborców jako kandydat do Dumy. W wyniku wyborów został członkiem parlamentu, będąc reprezentantem polskiego społeczeństwa. W trakcie swych wystąpień poselskich bronił interesów narodowych Polaków. Mimo obowiązków członka Dumy nie zrywał kontaktów ze szkołą. Był nadal członkiem jej Rady Opiekuńczej. Kiedy po latach niewoli Polska powstała do niepodległego bytu i tworzyły się zalążki polskiej państwowości, Władysław Nowca powołany został jako pierwszy prezes odrodzonego sądownictwa polskiego we Włocławku. Na tym stanowisku energicznie i sprawnie zajmował się organizowaniem sądów powszechnych. Siedziba Sądu Okręgowego znajdowała się w budynku przy Starym Rynku, który wraz z sąsiednimi budynkami rozebrany został przez okupanta w czasie II wojny światowej. W 1917 r. Nowcę wybrano na prezesa Rady Miejskiej. Za wybitne zasługi dla Włocławka otrzymał godność honorowego obywatela miasta. Zmarł nagle w 1924 r. Był odznaczony Orderem Polonia Restituta. W 1961 r. z inicjatywy Koła Wychowanków Szkoły, której ongiś był dyrektorem, Miejska Rada Narodowa uczciła jego pamięć, nadając jednej z ulic w dzielnicy południowej Włocławka jego nazwisko.
Spoczywa na Cmentarzu Komunalnym we Włocławku.

## Ordery i odznaczenia
- Krzyż Komandorski Orderu Odrodzenia Polski – 2 maja 1923 „w uznaniu zasług, położonych dla Rzeczypospolitej Polskiej na polu organizacji i administracji sądownictwa”[3][4]